# Света Марија (општина)
Света Марија је градић и средиште општине у Међимурју, Хрватска.
До нове територијалне организације у Хрватској, подручје Свете Марије припадало је великој предратној општини Чаковец. Данас је Света Марија општина у саставу Међимурске жупаније.

## Становништво
На попису становништва 2011. године, општина Света Марија је имала 2.317 становника, од чега у самој Светој Марији 1.594.

## Попис1991.
На попису становништва 1991. године, насељено место Света Марија је имало 1.835 становника, следећег националног састава:
| Попис 1991.‍   | Попис 1991.‍  | Попис 1991.‍ | Попис 1991.‍ | Попис 1991.‍ |
| ------------- | ------------ | ----------- | ----------- | ----------- |
|               |              |             |             |             |
| Хрвати        | Хрвати       |             | 1.780       | 97,00%      |
| Словенци      | Словенци     |             | 3           | 0,16%       |
| Срби          | Срби         |             | 2           | 0,10%       |
| Југословени   | Југословени  |             | 1           | 0,05%       |
| Мађари        | Мађари       |             | 1           | 0,05%       |
| неопредељени  | неопредељени |             | 13          | 0,70%       |
| непознато     | непознато    |             | 35          | 1,90%       |
| укупно: 1.835 |              |             |             |             |